# Cabra salvatge asiàtica
La cabra salvatge asiàtica (Capra aegagrus) és l'antecessora de la cabra domèstica Capra aegagrus hircus. Hi ha altres espècies que també s'anomenen cabres salvatges però que no són els antecessors de la cabra domèstica, com és el cas de Capra pyrenaica i d'altres. Rep els noms de cabra betzoar, cabra orada, cabra boscana, cabra muntera o cabra muntesa.
La distribució de Capra aegagrus és d'Europa a l'Àsia Menor, fins a l'Àsia central i el Pròxim Orient.

## Estructura social
En llibertat les cabres viuen en ramats de fins a 500 individus, on els mascles són solitaris. Els mascles de les cabres passen un període en el qual estan llestos per aparellar-se; durant aquest període, els mascles vells condueixen les femelles més joves des dels ramats maternals. El període de gestació és de 170 dies i les femelles, normalment, tenen un sol cabrit. Els cabrits poden seguir la mare gairebé des del moment de néixer. La maduresa sexual de les femelles arriba als 1,5-2,5 anys i als mascles als 3,5-4 anys. Poden viure de 12 a 22 anys.

## Problemes mediambientals causats per les cabres
La introducció fora de la seva àrea original pot resultar molt destructiva. Les cabres de les illes Galápagos, descendents de les deixades pels exploradors, van alterar l'ecosistema illenc fins que foren caçades totes.

## Subespècies
- Capra aegagrus aegagrus (Ibex)
- Capra aegagrus blythi (Ibex del Sind)
- Capra aegagrus chialtanensis (Ibex de Chiltan)
- Capra aegagrus cretica (Kri-kri de Creta)
- Capra aegagrus hircus (Cabra domèstica)
- Capra aegagrus turcmenica (Cabra salvatge de Turcmènia)
- Capra aegagrus pictus

## Distribució
Les subespècies silvestres es poden trobar en aquests països:
- Afganistan
- Albània
- Armènia
- Azerbaidjan
- Bulgària
- Eslovàquia
- Geòrgia
- Grècia
- Índia
- Israel
- Iran
- Iraq
- Itàlia
- Líban
- Oman
- Pakistan
- Rússia
- Síria
- Turquia
- Turkmenistan
- Xipre